# Berliner Kurier
Le Berliner Kurier est un journal quotidien publié à Berlin. De 1949 à 1990, il porte le nom de BZ am Abend.

## Histoire
La première édition est publiée le 15 juillet 1949 sous le nom de BZ am Abend par Berliner Verlag GmbH. En 1953, le BZ est placé sous le contrôle du Comité central du SED. Le Berliner Verlag continue à agir en tant qu'éditeur. Pendant longtemps, BZ am Abend est le seul journal du soir de la RDA. À la fin de la RDA, il a un tirage quotidien d'environ 200 000 exemplaires.
Après la chute du mur, l'éditeur de magazines Gruner + Jahr reprend Berliner Verlag avec l'éditeur Robert Maxwell en 1990, et avec lui le BZ am Abend et le Berliner Zeitung. Le BZ am Abend devient le Berliner Kurier, également pour éviter toute confusion avec le concurrent de l'ouest, B.Z..
Après que la société mère Bertelsmann décide de se concentrer sur ses compétences de base, Gruner + Jahr commence à céder ses participations dans les journaux. Le groupe d'édition Holtzbrinck, déjà actif sur le marché berlinois avec le Tagesspiegel, tente de reprendre Berliner Verlag en juin 2002. Cette prise de contrôle est interdite par l'Office fédéral de lutte contre les cartels. Une plainte de l'éditeur devant le tribunal régional supérieur de Düsseldorf est rejetée. Holtzbrinck dépose alors une plainte auprès de la Cour fédérale. Formellement, l'éditeur continue d'appartenir à la filiale de Bertelsmann Gruner + Jahr, qui la vend en 2005 à BV Deutsche Zeitungsholding, qui appartient à Mecom Group. En janvier 2009, le groupe Mecom vend la maison d'édition de Berlin au groupe de médias de Cologne M. DuMont Schauberg.
Le 1er novembre 2016, l'équipe éditoriale est remplacée par Berliner Newsroom GmbH, qui crée le contenu du Berliner Zeitung et du Berliner Kurier en tant que prestataire de services. D'octobre 2018 à janvier 2020, le Berliner Kurier reçoit son contenu national de RND Redaktionsnetzwerk Deutschland.
En septembre 2019, le couple d'entrepreneurs berlinois Silke et Holger Friedrich reprend Berliner Verlag.